# Змееносец
Змеено́сец (лат. Ophiuchus) — очень большое и тусклое экваториальное созвездие, пересекающее эклиптику и называемое 13-м знаком зодиака, но не входящее в зодиакальный круг из-за того, что в европейской астрологии знаки зодиака имеют лишь приблизительное соответствие созвездиям по причине постепенного прецессионного сдвига момента прохождения Солнца по созвездиям с момента создания зодиакального круга.

## Описание
Оно лежит к югу от Геркулеса и делит созвездие Змеи на две части.
Лежит к югу от Геркулеса (между их «головами», отмеченными звёздами α Змееносца и α Геркулеса, всего 5°). Наиболее яркая звезда — Рас Альхаге (2,1m). По-русски латинское название созвездия произносится как «Офиухус», а в родительном падеже (лат. Ophiuchi) — «Офиухи».
Именно в этом созвездии вспыхнула последняя из наблюдавшихся в нашей Галактике сверхновых, отмеченная И. Кеплером в 1604 году. В конце апреля 1848 года на звёздном небе недалеко от места вспышки этой сверхновой вспыхнула новая, впоследствии получившая обозначение V841 Змееносца, одна из немногих (вероятно, седьмая) новых, открытых с момента изобретения телескопа до середины XIX века.
В нём немало известных объектов: повторная новая RS Змееносца (вспыхивала в 1898, 1933, 1958, 1967, 1985, 1989 и 2006 годах); известная Летящая звезда Барнарда — красный карлик, чьё малое расстояние от Солнца (5,98 св. лет) делает его вторым после системы α Центавра, а довольно высокая скорость движения в совокупности с малым расстоянием позволяет быть самой быстрой на небе звездой (10,3″/год). В этом созвездии много шаровых скоплений (М9, М10, М12, М14, М19 и М62), а также тёмных туманностей, таких, как S-туманность (B 72) и туманность «Трубка» (B 78, представляющая чашечку трубки, и B 59, B 65, B 66 и B 67, образующие чубук и мундштук трубки). Двойные звёздные системы 70 Змееносца и 36 Змееносца. Здесь же была обнаружена одна из самых лёгких двойных звёздных систем, с относительно большим расстоянием между компонентами: Змееносца 1622.
На 2011 год в Змееносце известно более 2500 переменных звёзд, и по их числу он входит в первую четвёрку наряду со Стрельцом, Орионом и Лебедем.

## Наблюдение
Хотя Змееносец не считается зодиакальным созвездием, Солнце находится в нём с 30 ноября по 17 декабря. Наилучшие условия видимости в июне. Созвездие полностью видно на всей территории России, кроме северных регионов (там оно видно частично). Змееносца лучше всего искать с помощью ярких звезд Веги (α Лиры) и Альтаира (α Орла), входящий в известную фигуру неба — «летний треугольник».
Астрономы обнаружили формирование новых планетных систем вокруг девяти звёзд в этом созвездии.

## История
Древнее созвездие. Включено в каталог звёздного неба Клавдия Птолемея «Альмагест» (вместе с 24 звёздами этого созвездия), причём под названием «Офиухос» (греч. Ὀφιοῦχος), используемым в наше время в латинской записи. Это греческое название переводится на русский как «носитель змей» и являлось эпитетом Асклепия. Известно и бывшее латинское название созвездия Змееносца — «Серпентариус» (лат. Serpentarius), например, в атласе Яна Гевелия.
Греческий миф связывает Змееносца с именем великого Асклепия, бога врачевания, сына Аполлона и нимфы Корониды. Убив жену по подозрению в измене, Аполлон передал младенца Асклепия на воспитание мудрому кентавру Хирону, знатоку медицины. Выросший Асклепий пришёл к дерзкой мысли воскрешать мёртвых, за что разгневанный Зевс поразил его молнией и поместил на небо. Арат включал в Змееносца и «змею», которую он держит; теперь же это самостоятельное созвездие Змея, уникальное тем, что состоит из двух частей, разделённых Змееносцем. В трагедии Софокла «Триптолем» описано, что в это созвездие Деметра превратила фракийского царя Карнабона в наказание за нападение на её любимца Триптолема.
В созвездии Змееносца есть астеризм, напоминающий Гиады и состоящий из звёзд 66 Змееносца, 67 Змееносца, 68 Змееносца, 70 Змееносца. Ещё в «Альмагесте» они не входят в состав Змееносца, а именуются звёздами «вокруг фигуры Змееносца»:234. С 1777 года на протяжении некоторого времени они даже входили в отдельное созвездие Телец Понятовского, названное по аналогии с включающим Гиады созвездием Тельца и отменённое впоследствии, самой яркой звездой которого была 72 Змееносца (3,7m).